# Ciclismo nos Jogos Olímpicos de Verão de 1896 - Velocidade masculino
A prova de Velocidade do ciclismo nos Jogos Olímpicos de Verão de 1896 ocorreu no dia 11 de abril. Quatro ciclistas disputaram a prova, que consistiu de seis voltas em torno de uma pista de 333 metros.

## Medalhistas
| Ouro   | FRA Paul Masson            |
| Prata  | GRE Stamatios Nikolopoulos |
| Bronze | FRA Léon Flameng           |

## Resultados
| Pos. | Atleta                     | Tempo        |
| ---- | -------------------------- | ------------ |
|      | FRA Paul Masson            | 4:58.2       |
|      | GRE Stamatios Nikolopoulos | 5:00.2       |
|      | FRA Léon Flameng           | Desconhecido |
| –    | GER Joseph Rosemeyer       | DNF          |